# Saturn Vue
Saturn Vue (рус. Сатурн Вью) — компактный внедорожник, построенный и продаваемый компанией Saturn, и это была самая продаваемая модель Saturn. Это был первый автомобиль, использовавший платформу GM Theta , когда он был представлен в 2001 году в качестве модели 2002 года . В 2006 модельном году Vue был обновлен. Модель второго поколения была выпущена в 2007 году в качестве модели 2008 года под новым брендом Opel Antara.
Производство Vue в Северной Америке прекратилось, поскольку GM прекратила выпуск бренда Saturn в рамках реорганизации General Motors Chapter 11 в 2009 году .

## Первое поколение (2002 г.)
Vue был разработан Saturn и представлен в 2002 модельном году. Он производился на заводе GM в Спринг-Хилле . Его цельная платформа используется совместно с Chevrolet Equinox , Pontiac Torrent и европейским Opel Antara . Первое поколение выпускалось с 2002 по 2007 год.
Vue выпускался в комплектациях с четырехцилиндровым (I4) или бензиновым двигателем V6 и механической или автоматической коробкой передач. Начиная с 2004 модельного года была добавлена отделка Red Line. Green Line ( мягкий гибрид ) была добавлена в последний модельный год Vue первого поколения (2007). Предлагались передний привод (FWD) и полный привод (AWD).
Четырехцилиндровые Vue используют Ecotec I4 . Первоначально предлагались двигатель L81 V6 из серии L и пятиступенчатая автоматическая коробка передач Aisin AF33 , но, начиная с 2004 года, все шестицилиндровые Vue оснащались 250-сильным (190 кВт) двигателем Honda J35A3 и трансмиссией Honda . Четырехцилиндровый Vue был доступен с бесступенчатой трансмиссией VTi (CVT), пока GM не отменила его в 2005 году из-за проблем с надежностью.
В 2006 модельном году Vue подвергся фейслифтингу. Обновления включали переработанный интерьер с использованием более качественных материалов, новый бампер и решетку радиатора, а также некоторые незначительные косметические элементы экстерьера. OnStar , круиз-контроль и автоматические фары стали стандартными. Однако значки GM не добавлялись на боковую часть автомобиля до тех пор, пока GM не взяла на себя производство у Saturn второго поколения Vue.
- 2003:

Конфигурация FWD V6 предлагалась в середине модельного года. Эта версия включала двигатель L81 V6 и пятиступенчатую автоматическую коробку передач Aisin AF33.
- 2004:

Была добавлена отделка Vue Red Line. Модели V6 оснащались двигателем Honda 3,5 л J35S1 и пятиступенчатой коробкой передач Honda. Эта комбинация улучшила производительность по сравнению с предыдущим V6. Двигатель Honda V6 использовался в Saturn Vue в течение 2007 модельного года.
- 2005:

Переднеприводная конфигурация I4 включала четырехступенчатую автоматическую коробку передач вместо бесступенчатой трансмиссии (CVT). Конфигурация AWD I4 с вариатором была доступна в 2005 модельном году, пока имеющиеся запасы не были исчерпаны. Были добавлены цвета кузова Storm Grey, Pacific Blue и Dragonfly green. Производство Electric Blue, Electric Lime и Rainforest Green прекращено.
- 2006:

Рестайлинг с обновленным интерьером, включая новую центральную консоль, центральную консоль и модернизированную внутреннюю отделку. Новые опции аудио получили дополнительный вход и спутниковое радио. Новая передняя и задняя облицовка.  Был добавлен цвет кузова Fusion Orange.
- 2007:

Добавлена модель Green Line. Цвет кузова Fusion Orange исчез, а цвет Deep Blue заменил Pacific Blue.

### Red Line
В 2004 году компания Saturn представила высокопроизводительную линию под названием Red Line. Сюда входит тот же двигатель Honda J35A3 V6 мощностью 250 л.с. (186 кВт), что и у обычной модели, но с настройкой подвески, которая занизила кузов на 1 дюйм, уникальной калибровкой гидроусилителя рулевого управления, 18-дюймовыми легкосплавными дисками, передним и задним бамперами с эффектом земли, уникальным рокером. Отделка панели, хромированный наконечник выхлопной системы, сиденья из специальной черной кожи и замши (опция для 2005 года, но стандарт для 2006 и 2007 годов), освещение пространства для ног (входит в пакет кожаных и замшевых сидений, недоступно с дополнительными полностью кожаными сиденьями (передние с подогревом)). и специальный калибровочный кластер. Он также включает в себя некоторые внутренние особенности, такие как аудиосистема более высокого качества.

### Green Line
В 2007 году к высокопроизводительной Vue Red Line присоединилась модель Green Line. Green Line представляла собой мягкий гибрид , или «вспомогательный гибрид», в котором использовалась система стартера-генератора с ременным приводом (BAS) GM.  Электродвигатель, соединенный с коленчатым валом через специальный приводной ремень вспомогательных агрегатов, а Green Line включала модифицированную автоматическую коробку передач.
Система старт-стоп автоматически останавливает двигатель при остановке автомобиля и мгновенно запускает его при отпускании педали тормоза. Электродвигатель несколько помогает при первом запуске, обеспечивая сглаживание крутящего момента, а также во время резкого ускорения. Никель-металлогидридный аккумулятор (NiMH) напряжением 36 В , расположенный под полом багажного отделения, питает BAS, а также накапливает электроэнергию за счет рекуперативного торможения . Функции рекуперативной зарядки тормозов и помощи электродвигателю отображаются водителю с помощью аналогового датчика на приборной панели, а обратная связь по экономии топлива в режиме реального времени осуществляется с помощью «эко» индикатора, который загорается, когда мгновенная экономия топлива превышает указанную наклейку на окне. Рейтинг экономии топлива.
Экономия топлива на 20 % выше, чем у базового автомобиля, который расходует 22 миль на галлон США (11 л/100 км)/27 миль на галлон США (8,7 л/100 км) в городе/шоссе EPA до 27 миль на галлон США (8,7 л/100 км). )/32 миль на галлон в США (7,4 л/100 км), самая высокая экономия топлива на шоссе среди всех внедорожников модели 2007 года, проданных на рынке США.  В Канаде, по данным Saturn, расход топлива Vue составил 8,8 л/100 км (32 миль на галлон ; 27 миль на галлон в США ) в городе и 6,7 л/100 км (42 миль на галлон в США ; 35 миль на галлон в США ) на шоссе. .
Green Line оснащена 2,4-литровым двигателем Ecotec DOHC мощностью 170 л.с. (127 кВт) , который заменил стандартный 2,2-литровый двигатель I4 мощностью 144 л.с. (107 кВт). Время разгона 0–60 миль в час (0–97 км/ч) было улучшено на 1,0 секунды. Цена на гибрид была примерно на 2000 долларов США выше, чем у Vue с аналогичной комплектацией, и он дебютировал в серийном исполнении 8 января 2006 года на Североамериканском международном автосалоне в Детройте . Зеленая линия поступила в продажу в третьем квартале 2006 года.

### Двигатели
| Годы          | Двигатель                 | Мощность                     | Крутящий момент         |
| ------------- | ------------------------- | ---------------------------- | ----------------------- |
| 2002–2007 гг. | 2,2 л Ecotec L61 I4       | 143 л.с. (107 кВт; 145 л.с.) | 152 фунт-фут (206 Нм)   |
| 2002–2003 гг. | 3,0 л L81 54 градуса V6   | 181 л.с. (135 кВт; 184 л.с.) | 195 фунт-футов (264 Нм) |
| 2004–2007 гг. | 3,5 л GM L66 ( J35S1 ) V6 | 250 л.с. (186 кВт; 253 л.с.) | 242 фунт-фут (328 Нм)   |
| 2007-2010 гг. | 2,4 л Ecotec LE5 I4       | 170 л.с. (127 кВт; 172 л.с.) | 163 фунт-фут (221 Нм)   |
| 2008-2010 гг. | 3,6 л LY7 V6              | 257 л.с. (192 кВт; 261 л.с.) | 248 фунт-футов (336 Нм) |

### Трансмиссии (первое поколение)
| Годы          | КПП                                      | Тип            | Конфигурация           | Код РПО                                        |
| ------------- | ---------------------------------------- | -------------- | ---------------------- | ---------------------------------------------- |
| 2002–2007 гг. | 5-ступенчатая коробка передач Getrag F23 | Механический   | вперед                 | МГ3                                            |
| 2002–2003 гг. | 5-ступенчатая коробка передач Aisin AF33 | Автоматический | передний/полный привод | M09 (передний привод 6), M45 (полный привод 6) |
| 2002–2005 гг. | VTi VT25-E вариатор                      | Автоматический | передний/полный привод | M75 (передний привод 4), M16 (полный привод 4) |
| 2005–2007 гг. | 4-ступенчатая ГМ 4Т45-Е                  | Автоматический | вперед                 | МН5                                            |
| 2004–2007 гг. | 5-ступенчатая Хонда H5                   | Автоматический | передний/полный привод | MJ7 (передний привод 6), MJ8 (полный привод 6) |

### Безопасность
В краш-тестах Страхового института дорожной безопасности (IIHS) Vue получил общую оценку «хорошо» в краш-тесте со смещением вперед. В 2008 году модели в стандартной комплектации оснащались передними и задними боковыми подушками безопасности для головы, а также подушками безопасности для туловища, установленными на передних сиденьях. Эти модели получили общую оценку «приемлемо» при боковых ударах. Модели без боковых подушек безопасности получили общую оценку «плохо».

## Второе поколение (2008 г.)
Saturn представила второе поколение Vue в 2007 году в качестве модели 2008 года, произведенное в Мексике как обновленную версию разработанного в Германии Opel Antara . Передняя часть отличалась большой хромированной окантовкой решетки радиатора и каплевидными фарами. Крыша спускалась вниз к наклонному заднему люку. На входных дверях красовались значки GM.
- 2008:

Vue 2008 года был доступен в четырех комплектациях: базовый XE, средний класс XR, топовая Red Line и гибрид Green Line. XE включал 16-дюймовые колеса, дверные ручки в цвет кузова и боковые зеркала, а XR добавил хромированные дверные ручки, двойной выхлоп с хромированными наконечниками и 17-дюймовые легкосплавные диски.
Варианты двигателей включали I4 объемом 2,4152 л, гибридный двигатель V6 объемом 2,4152 л, 3,5 л или 3,6152 л. Версии Vue с двигателем V6 оснащены обычным гидроусилителем рулевого управления, заменяющим предыдущий электрический усилитель; однако автомобили с двигателем I4 продолжали работать на электроэнергии.
Произведенный в Мексике Vue также продавался в Мексике и Южной Америке как Chevrolet Captiva Sport, с измененными только значками и новой вставкой в решетке радиатора.
- 2009:

Три комплектации: базовый XE, средний XR и Red Line. XE включал в себя 16-дюймовые легкосплавные диски, бесключевой доступ, регулируемое рулевое колесо с управлением аудиосистемой и круиз-контролем, регулируемое по высоте сиденье водителя и стереосистему CD / MP3 со спутниковым радио. В XR добавлены 17-дюймовые легкосплавные диски, направляющие багажника, автоматический климат-контроль, сиденье водителя с электроприводом, кожаный руль, Bluetooth и боковые зеркала с подогревом. Red Line отличалась 18-дюймовыми легкосплавными дисками, заниженной подвеской, спойлером на крыше, хромированными насадками выхлопной системы и подогревом передних сидений с кожаной и замшевой обивкой.
- 2010:

Saturn Vue 2010 года выпускался в двух комплектациях: базовой XE и XR. Оба были доступны с двигателем I4 или V6, а также с передним или полным приводом. Vue Hybrid был оснащен аналогично пакету XE Preferred и доступен только с передним приводом, оснащенным бензиновым/электрическим двигателем I4 объемом 2,4 л и 4-ступенчатой автоматической коробкой передач.

## Прекращение производства
После закрытия бренда Saturn в 2009 году для модели 2010 года производство Vue было прекращено.  Однако GM продолжала производить Chevrolet Captiva Sport для рынков Мексики и Южной Америки. Chevrolet Captiva Sport был представлен на коммерческом рынке и рынке автопарков США в конце 2011 года в качестве модели 2012 года.

## Продажи
| Год  | Соединенные Штаты |
| ---- | ----------------- |
| 2001 | 393               |
| 2002 | 75 478            |
| 2003 | 81 924            |
| 2004 | 86 957            |
| 2005 | 91 972            |
| 2006 | 88 581            |
| 2007 | 81 676            |
| 2008 | 84 767            |
| 2009 | 28 429            |
| 2010 | 3201              |